# James Bond
Loạt tác phẩm James Bond xoay quanh một nhân vật mật vụ người Anh hư cấu, được sáng tạo bởi nhà văn Ian Fleming vào năm 1953. Fleming đã khắc họa Bond trong 12 cuốn tiểu thuyết và 2 tuyển tập truyện ngắn. Sau khi ông qua đời vào năm 1964, đã có tám tác giả tiếp tục viết tiếp các tác phẩm tiểu thuyết hoặc tiểu thuyết chuyển thể về James Bond, bao gồm: Kingsley Amis, Christopher Wood, John Gardner, Raymond Benson, Sebastian Faulks, Jeffery Deaver, William Boyd và Anthony Horowitz. Forever and a Day của Anthony Horowitz, xuất bản vào tháng 5 năm 2018, là cuốn tiểu thuyết James Bond mới nhất. Ngoài ra, có thể kể đến loạt truyện viết về Bond thời trẻ của Charlie Higson hay Kate Westbrook với bộ ba tiểu thuyết dựa trên cuốn nhật ký của Moneypenny, một nhân vật từng xuất hiện trong loạt truyện.
Nhân vật James Bond còn được biết tới với mã tên 007, được chuyển thể rộng rãi thành các tác phẩm truyền hình, phát thanh, truyện tranh, trò chơi điện tử và phim ảnh. Loạt phim về James Bond hiện đang là loạt phim liên tục dài nhất mọi thời đại và thu về tổng doanh thu 7.04 tỉ đô la Mỹ, trở thành loạt phim có doanh thu cao thứ sáu lịch sử. Nó được khởi đầu vào năm 1962 bằng phần phim Dr. No với ngôi sao Sean Connery trong vai Bond. Tính tới năm 2020, loạt phim do Eon Productions sản xuất đã có 24 phần. Spectre (2015) là bộ phim James Bond gần nhất, có sự tham gia diễn xuất của Daniel Craig với lần thứ tư anh thủ vai mật vụ Bond trong loạt phim của Eon. Ngoài ra, còn có hai tác phẩm độc lập: Casino Royale (một phiên bản giễu nhại ra mắt năm 1967, với sự tham gia của David Niven) và Never Say Never Again (bản làm lại bộ phim do Eon sản xuất trước đó của Thunderball, ra mắt năm 1965, cả hai bản đều có sự tham gia của Connery). Năm 2015, với trị giá ước tính 19.9 tỷ đô la Mỹ, James Bond trở thành một trong những thương hiệu truyền thông có doanh thu cao nhất từ trước tới nay.
Các bộ phim về Bond nổi tiếng bởi một số điểm đặc trưng, như phần nhạc đệm với các bài hát chủ đề đã nhiều lần được đề cử Oscar và chiến thắng hai lần. Vài yếu tố xuyên suốt quan trọng khác bao gồm những chiếc xe hơi của Bond, các khẩu súng của anh và những thiết bị mà anh được Q Branch cung cấp. Mỗi phần phim cũng chú ý khắc họa mối quan hệ của Bond với nhiều phụ nữ khác nhau, đôi khi được gọi là các "Bond girl".

## Lịch sử phát hành

### Sáng tạo và nguồn cảm hứng
Ian Fleming xây dựng hình tượng hư cấu cho James Bond với vai trò nhân vật trọng tâm trong các tác phẩm của ông. Bond là một sĩ quan tình báo thuộc Cơ quan Tình báo mật, thường gọi tắt là MI6. Anh được gán cho mã mật vụ 007, và từng là trung tá Lực lượng Dự bị Hải quân Hoàng gia. Fleming lấy cảm hứng sáng tạo nhân vật từ một số cá nhân mà ông từng tiếp xúc khi còn làm việc cho Bộ phận Tình báo Hải quân và Đơn vị Xung kích 30 trong Thế chiến thứ 2. Ông thừa nhận rằng Bond "là bản tổng hợp của tất cả các mật vụ và biệt kích mà tôi đã gặp thời chiến tranh". Trong số những cá nhân này có cả anh trai của Fleming, người từng tham gia các chiến dịch giữa lòng địch tại Na Uy và Hy Lạp. Bên cạnh anh trai, những cái tên như Conrad O'Brien-ffrench, Patrick Dalzel-Job và Bill "Biffy" Dunderdale cũng cung cấp một vài khía cạnh để Fleming tô điểm cho Bond.

Tên nhân vật xuất phát từ tên của nhà điểu học người Mỹ James Bond, một chuyên gia về chim vùng Caribe và là tác giả của cuốn sách hướng dẫn thực địa Birds of the West Indies. Fleming rất hăng hái tham gia hoạt động ngắm chim và đã có trong tay bản sao cuốn sách của Bond. Về sau, ông giải thích với vợ của nhà điểu học rằng "Tôi chợt nhận ra, cái tên ngắn gọn, gai góc, đậm chất Anglo-Saxon và đầy nam tính này chính là thứ mà tôi cần, và thế là James Bond thứ hai ra đời". Fleming chia sẻ thêm: 
Khi viết cuốn sách đầu tiên vào năm 1953, tôi muốn Bond là một người đàn ông cực kỳ buồn tẻ, luôn lãnh đạm với những điều từng xảy ra. Anh ta phải trở nên thật sắt đá và dứt khoát... trong lúc tìm tên cho nhân vật chính, tôi đã nghĩ James Bond là cái tên nhàm chán nhất mà mình từng nghe. — Ian Fleming, The New Yorker, ngày 21 tháng 4 năm 1962
Trong một dịp khác, Fleming bộc bạch: "Tôi thích một cái tên đơn giản, nhạt nhẽo và dễ nghe nhất có thể, 'James Bond' hay hơn nhiều so với những cái tên xem chừng thú vị như 'Peregrine Carruthers'. Dù phải trải qua hay đứng giữa những điều kỳ lạ, anh ta vẫn sẽ là một nhân vật trung dung, một cây búa vô danh được sử dụng bởi chính phủ."
Fleming quyết định rằng Bond sẽ phải vừa là chính mình vừa có nét giống ca sĩ người Mỹ Hoagy Carmichael. Trong Casino Royale, nhân vật Vasper Lynd nhận xét, "Bond làm tôi nhớ tới Hoagy Carmichael, nhưng có chút gì đó lạnh lùng và tàn nhẫn." Tương tự, Gala Brand, một nhân viên chi nhánh tình báo trong Moonraker, nghĩ rằng Bond "rõ ràng là rất đẹp trai... Theo góc nhìn nào đấy thì khá giống Hoagy Carmichael. Họ đều có mái đen xõa xuống lông mày trái, cũng đều trông xương xẩu như nhau. Nhưng khuôn miệng anh ta có nét hơi hung hiểm, và ánh mắt thì sắc lạnh."
Fleming cũng ban cho Bond nhiều đặc điểm của riêng ông, bao gồm việc có cùng số điểm chấp khi chơi golf, đều thích ăn trứng bác và sử dụng cùng một nhãn hiệu đồ vệ sinh cá nhân. Sở thích của Bond cũng được lấy từ Fleming, tình yêu mà nhân vật này dành cho môn golf và cờ bạc, phản chiếu chính bản thân tác giả. Fleming dùng kinh nghiệm nghề gián điệp cũng như tất cả các khía cạnh khác trong cuộc sống làm nguồn cảm hứng khi viết, bao gồm cả việc sử dụng tên của bạn bè ở trường, người thân và người yêu xuyên suốt các cuốn sách của mình.
Mãi tới cuốn tiểu thuyết áp chót, You Only Live Twice, Fleming mới cho Bond một chút ý thức về nền tảng gia đình. Đây là tác phẩm đầu tiên được viết sau khi bộ phim Dr. No ra mắt và việc Sean Connery hóa thân thành Bond đã ảnh hưởng tới cách Fleming diễn dịch nhân vật, mang đến cho nhân vật chất hài hước mà những tiền nhân Scotland không có được trong những câu chuyện trước đó.
Trong một cáo phó tưởng tượng đăng trên tờ The Times, cha mẹ của Bond được cho là Andrew Bond, người làng Glencoe, Scotland, và Monique Delacoix, đến từ bang Vaud, Thụy Sĩ. Fleming không cung cấp ngày sinh cụ thể của Bond, nhưng trong cuốn tiểu sử hư cấu James Bond: The Authorized Biography of 007 của John Pearson, sinh nhật của anh là ngày 11 tháng 11 năm 1920. Với nghiên cứu của mình, John Griswold lại chỉ ra rằng James Bond ra đời vào ngày 11 tháng 11 năm 1921. 

### Tiểu thuyết và các tác phẩm liên quan

#### Những cuốn tiểu thuyết của Ian Fleming
Khi còn đang phục vụ tại Phòng Tình báo Hải quân, Fleming đã lên kế hoạch trở thành một nhà văn, và từng nói với một người bạn, "Tôi sẽ viết truyện điệp viên kết thúc mọi câu chuyện gián điệp." Ngày 17 tháng 2 năm 1952, ông bắt tay viết cuốn tiểu thuyết James Bond đầu tiên của mình, Casino Royale, tại điền trang Goldeneya ở Jamaica, cũng là nơi Fleming viết tất cả các tác phẩm về Bond trong suốt tháng 1 và tháng 2 hàng năm. Ông khởi nguồn câu chuyện ngay trước đám cưới của mình với cô bạn gái đang mang thai Ann Chateris, để phân tâm bản thân khỏi lễ thành hôn sắp tới.
Sau khi hoàn thành bản thảo Casino Royale, Fleming đưa nó cho bạn mình (và sau này là biên tập viên) William Plomer đọc thử. Plomer rất thích bản thảo và gửi nó tới cho nhà xuất bản Jonathan Cape, nhưng không được họ đánh giá cao. Cape cuối cùng đã xuất bản cuốn sách vào năm 1953 theo lời giới thiệu của Peter, anh trai của Fleming, một cây bút chuyên viết về du lịch. Từ năm 1953 đến năm 1966, hai năm sau khi Fleming qua đời, mười hai tiểu thuyết và hai tuyển tập truyện ngắn đã được ra mắt. Trong đó, hai cuốn sách cuối cùng là The Man with the Golden Gun and Octopussy và The Living Daylights, được ấn bản sau khi di cảo. Jonathan Cape là đơn vị phát hành tất cả các tác phẩm tại Anh. 
| - 1953 Casino Royale - 1954 Live and Let Die - 1955 Moonraker - 1956 Diamons Are Forever - 1957 From Russia, with Love - 1958 Dr. No - 1959 Goldfinger | - 1960 For Your Eyes Only (tập truyện ngắn) - 1961 Thunderball - 1962 The Spy Who Loved Me - 1963 On Her Majesty's Secret Service - 1964 You Only Live Twice - 1965 The Man with the Golden Gun - 1966 Octopussy and The Living Daylights (truyện ngắn; "The Property of a Lady" được thêm vào các ấn bản tiếp theo) |

#### Những cuốn tiểu thuyết hậu Fleming

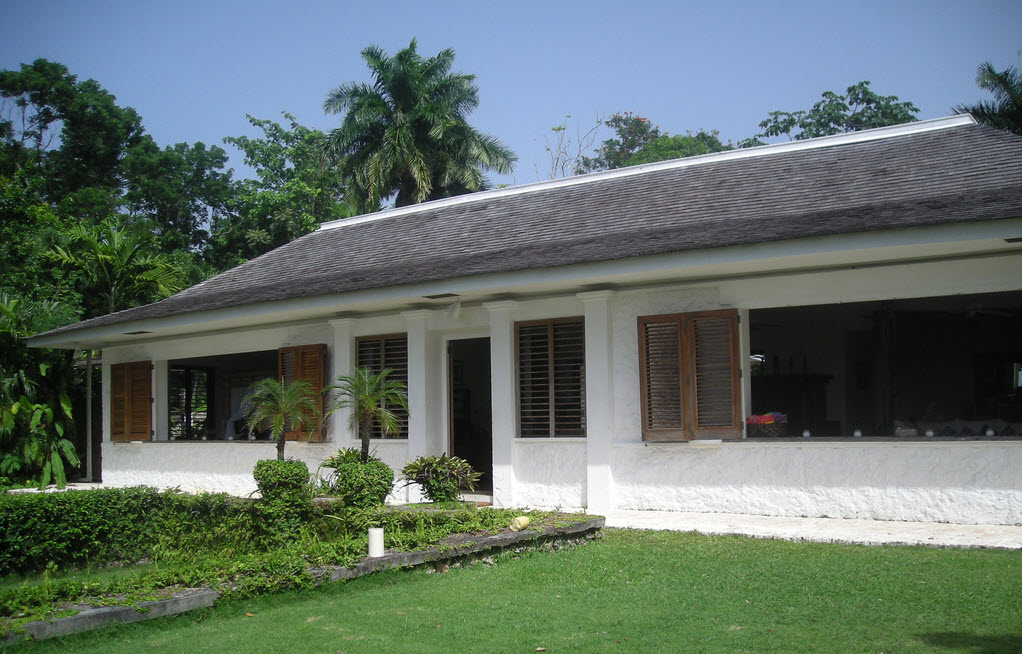
Goldeneye, Jamaica, nơi Fleming viết tất cả các tiểu thuyết về Bond

Năm 1968, sau khi Ian Fleming qua đời, Kingsley Amis (bút danh Robert Markham) xuất bản cuốn tiểu thuyết tiếp theo có tên Colenel Sun. Trước đó vào năm 1965, Amis từng có một chuyên luận văn học về các tác phẩm James Bond của Fleming, mang tựa đề The James Bond Dossier. Mặc dù nhà biên kịch Christopher Wood đã cho ra mắt tiểu thuyết chuyển thể của hai bộ phim do Eon Prodictions sản xuất là The Spy Who Loved Me và James Bond and Moonraker, loạt tiểu thuyết lại không được tiếp tục cho tới những năm 1980. Tới năm 1981, nó mới được John Gardner tái khởi động với Licence Renewed. Gardner đã viết tổng cộng 16 tác phẩm về Bond, trong đó, Licence to Kill và GoldenEye được chuyển thể từ hai bộ phim cùng tên của Eon Productions. Ông đưa bối cảnh câu chuyện về những năm 1980, nhưng vẫn giữ nguyên độ tuổi các nhân vật như khi Fleming dừng viết. Năm 1996, vì lí do sức khỏe, Gardner nghỉ viết sách James Bond.
| - 1981 Licence Renewed - 1982 For Special Services - 1983 Icebreaker - 1984 Role of Honour - 1986 Nobody Lives for Ever - 1987 No Deals, Mr. Bond - 1988 Scorpius - 1989 Win, Lose or Die | - 1989 Licence to Kill (tiểu thuyết chuyển thể) - 1990 Brokenclaw - 1991 The Man from Barbarossa - 1992 Death in Forever - 1993 Never Send Flowers - 1994 SeaFire - 1995 GoldenEye (tiểu thuyết chuyển thể) - 1996 Cold |

Năm 1996, nhà văn người Mỹ Raymond Benson trở thành người viết truyện James Bond tiếp theo. Trước đó vào năm 1984, Benson là tác giả của cuốn The James Bond Beside Companion. Cho tới khi chuyển sang các dự ác khác vào năm 2002, Benson đã viết sáu tiểu thuyết, ba tiểu thuyết chuyển thể và ba truyện ngắn. 
| - 1997 "Blast From the Past" (truyện ngắn) - 1997 Zero Minus Ten - 1997 Tomorrow Never Dies (tiểu thuyết chuyển thể) - 1998 The Facts of Death - 1999 "Midsummer Night's Doom" (truyện ngắn) - 1999 "Live at Five" (truyện ngắn) | - 1999 The World Is Not Enough (tiểu thuyết chuyển thể) - 1999 High Time to Kill - 2000 DoubleShot - 2001 Never Dream on Dying - 2002 The Man with Red Tattoo - 2002 Die Another Day (tiểu thuyết chuyển thể) |

Sáu năm sau, Ian Fleming Publications ủy quyền cho Sebastian Faulks viết một tác phẩm tiểu thuyết James Bond mới, ra mắt vào ngày 28 tháng 5 năm 2008, kỷ niệm 100 năm ngày sinh của Fleming. Cuốn sách có nhan đề Devil May Care, được Penguin Books phát hành ở Anh và Doubleday phát hành ở Mỹ. Nhà văn Mỹ Jeffery Deaver cũng được Fleming Publications phó thác sáng tác cuốn Carte Blanche, xuất bản vào ngày 26 tháng 5 năm 2011. Carte Blanche cập nhật Bond thành một điệp viên hậu 11/9, thay vì MI5 hay MI6. Ngày 26 tháng 9 năm 2013, William Boyd phát hành Solo lấy bối cảnh năm 1969. Tháng 10 năm 2014, có thông báo rằng Anthony Horowitz sẽ viết một phần tiểu thuyết tiếp nối loạt truyện Bond. Tác phẩm chứa những tài liệu chưa được phát hành của Fleming, lấy mốc thời gian những năm 1950, hai tuần sau cái kết của Goldfinger. Trigger Mortis ra mắt vào ngày 8 tháng 9 năm 2015. Tiểu thuyết Bond thứ hai của Horowitz có tên Forever and a Day, kể về nguồn gốc của Bond với tư cách là một điệp viên 00 trước các sự kiện trong Casino Royale.
| - 2008 Devil May Care - 2011 Carte Blanche - 2013 Solo | - 2015 Trigger Mortis - 2018 Forever and a Day |

#### Young Bond
Charlie Higson là người khởi xướng loạt tác phẩm Young Bond. Từ năm 2005 đến 2009, năm tiểu thuyết và một truyện ngắn đã được xuất bản. Cuốn tiểu thuyết Young Bond đầu tiên, SilverFin, cũng được Puffin Books chuyển thể và phát hành dưới dạng tiểu thuyết đồ họa vào ngày 2 tháng 10 năm 2008. Tháng 10 năm 2013, Ian Fleming Publications thông báo rằng Stephen Cole sẽ tiếp tục bộ truyện, với ấn bản đầu tiên dự kiến phát hành vào mùa thu năm 2014.

#### The Moneypenny Diaries
Bộ ba tiểu thuyết The Moneypenny Diaries ghi lại cuộc đời Moneypenny, nữ thư ký riêng của M. Tác phẩm được Samantha Weinberg chấp bút dưới bút danh Kate Westbrook, với vai trò "biên tập viên". Phần đầu tiên của bộ ba, Guardian Angel, phát hành vào ngày 10 tháng 10 năm 2005 tại Anh. Tập thứ hai, Secret Servant, được John Murray phát hành vào ngày 2 tháng 11 năm 2006 tại Anh. Tập thứ ba, Final Fling, phát hành vào ngày 1 tháng 5 năm 2008.

## Phóng tác

### Truyền hình
Năm 1954, CBS trả cho Ian Fleming 1000 đô la Mỹ (9,520 đô la Mỹ vào năm 2019), để chuyển thể cuốn tiểu thuyết Casino Royale của ông thành một tập truyền hình phiêu lưu một giờ, nằm trong loạt chương trình Climax!. Nó được phát sóng trực tiếp vào ngày 21 tháng 10 năm 1954, có sự tham gia diễn xuất của Barry Nelson trong vai James Bond "Card Sense" và Peter Lorre trong vai Le Chiffre. Cuốn tiểu thuyết khi được truyền hình hóa, hướng tới khán giả Mỹ, đã biến Bond thành một "Đặc vụ hợp tác". Trong khi Felix Leiter từ một nhân vật người Mỹ, trở thành một người Anh có tên "Clarence Leiter".
Năm 1973, BBC cho ra mắt bộ phim tài liệu Omnibus: The British Hero, khắc họa Christopher Cazenove trong vai các nhân vật dạng như tiêu đề tác phẩm đề cập (ví dụ: Richard Hannay và Bulldog Drummond). James Bond xuất hiện với các cảnh dựng của Goldfinger (đặc biệt là cảnh 007 bị đe dọa bởi một chiếc cưa đĩa, thay vì tia laze như trên phim) và Diamonds Are Forever. Năm 1991, loạt phim hoạt hình dẫn xuất dành cho trẻ em, James Bond Jr., được sản xuất, với Corey Burton trong vai cháu trai Bond (cũng được gọi là James Bond).

### Truyền thanh
Năm 1958, đài phát thanh Nam Phi chuyển thể và phát sóng Moonraker. Bob Holness là người lồng tiếng cho Bond. Theo The Independent, "thính giả trên khắp Liên hiệp, hồi hộp theo từng giọng điệu văn hoa của Bob, khi anh đánh bại những tên tội phạm bậc thầy độc ác, đang tìm cách thống trị nhân loại".
BBC đã chuyển thể và phát sóng năm cuốn tiểu thuyết của Fleming. Năm 1990, You Only Live Twice được dựng thành một vở kịch phát thanh dài 90 phút, dành cho đài BBC Radio 4, với Michael Jayston trong vai James Bond. Nó được phát lại nhiều lần từ năm 2008 đến năm 2011. Ngày 24 tháng 5 năm 2008, đài BBC Radio 4 phát sóng Dr. No. Diễn viên Toby Stephens, người từng đóng vai phản diện Gustav Graves trong phiên bản Die Another Day của Eon Productions, hóa thân thành Bond. David Suchet thủ vai Tiến sĩ No. Nối tiếp thành công, ngày 3 tháng 4 năm 2010, BBC Radio 4 cho ra mắt Goldfinger, với Stephens một lần nữa nhận vai Bond. Sir Ian McKellen đóng vai Goldfinger. Bạn diễn của Stephens trong Die Another Day, Rosamund Pike, đóng vai Pussy Galore. Tác phẩm được Archie Scottney chuyển thể từ tiểu thuyết gốc của Fleming và do Martin Jarvis đạo diễn. Năm 2012, tiểu thuyết From Russia, with Love được dựng kịch bản cho Radio 4; có sự tham gia đầy đủ của dàn diễn viên cũ với Stephens trong vai Bond. Vào tháng 5 năm 2014, On Her Majesty's Secret Service lên sóng. Stephens vẫn đóng vai Bond, bên cạnh Alfred Molina trong vai Blofeld, và Joanna Lumley trong vai Irma Bunt.

### Truyện tranh
Năm 1957, tờ Daily Express tiếp cận Ian Fleming, mong muốn chuyển thể những câu chuyện của ông thành truyện tranh. Họ trả cho Fleming 1,500 bảng Anh trên mỗi đầu tiểu thuyết và một phần doanh thu từ nghiệp đoàn. Fleming chấp nhận thỏa thuận, dù ban đầu ông cảm thấy các dải tranh sẽ không thể truyền tải hết chất lượng tác phẩm của mình. Để hỗ trợ Daily Express minh họa Bond, Fleming ủy quyền cho một nghệ sĩ, vẽ phác thảo nhân vật theo mường tượng của ông. Tuy nhiên, họa sĩ minh họa John McLusky lại cảm thấy 007 của Fleming trông quá "lỗi thời" và "tiền chiến". Ông quyết định cải biến Bond để anh trông nam tính hơn. Phần truyện tranh đầu tiên, Casino Royale, được xuất bản từ ngày 7 tháng 7 năm 1958 đến ngày 13 tháng 12 năm 1958. Trong đó, Anthonyn Hern đảm nhiệm phần lời còn John McLusky vẽ tranh minh họa.
Từ đó, hầu hết tiểu thuyết và truyện ngắn về Bond, đều được truyển thể thành truyện minh họa, kể cả cuốn Colonel Sun của Kingsley Amis. Chúng được viết lời bởi Henry Gammidge hoặc Jim Lawrence, minh họa bởi Yarsolav Horak, người thay thế cho McClusky từ năm 1966. Sau khi các tác phẩm của Fleming và Amis được chuyển thể, những câu chuyện gốc vẫn tiếp tục được sản xuất và đăng trên Daily Express, Sunday Express cho đến tháng 5 năm 1977.
Bộ phim For Your Eyes Only phát hành năm 1981, được Marvel Comics cho xuất bản hai ấn bản truyện tranh chuyển thể. Khi Octopussy công chiếu năm 1983, Marvel tiếp tục cho ra mắt một quyển truyện tranh theo kèm. Mặc dù Timothy Dalton từ chối cho phép sử dụng hình ảnh của mình, Eclipse vẫn sản xuất một cuốn truyện tranh độc nhất cho License to Kill. Những câu chuyện James Bond mới hơn được Marvel, Eclipse Comics, Dark Horse Comics và Dynamite Entertainment vẽ và xuất bản từ năm 1989.

### Điện ảnh

#### Những bộ phim của Eon Productions
Eon Productions do Harry Saltzman người Canada và Albert R. "Cubby" Broccoli người Mỹ đồng sở hữu, đã phát hành bộ phim điện ảnh chuyển thể từ tiểu thuyết của Ian Fleming đầu tiên, Dr. No (1962), dựa trên cuốn sách cùng tên năm 1958, với Sean Connery trong vai 007. Connery tiếp tục đóng James Bond trong bốn tác phẩm nữa trước khi rời vai diễn sau You Only Live Twice (1967), và Geogre Lazenby trở thành người kế nhiệm trong On Her Majesty's Secret Service (1969). Lazenby rời loạt phim chỉ sau một lần xuất hiện và Connery lại được đưa trở lại Diamonds Are Forever, phim cuối cùng mà ông hợp tác với Eon.
Roger Moore được bổ nhiệm vào vai 007 trong Live and Let Die (1973). Ông đóng vai Bond thêm sáu lần, trong vòng mười hai năm, trước khi bị thay thế bởi Timothy Dalton trong hai bộ phim tiếp theo. Sau sáu năm gián đoạn vì những tranh cãi pháp lý xoay quanh hoạt động sản xuất phim James Bond của Eon, nam diễn viên người Ireland Pierce Brosnan đã được chọn vào vai Bond trong GoldenEye (1995). Ông tiếp tục đảm nhận vai diễn này trong tổng cộng bốn bộ phim cho đến năm 2002. Năm 2006, Daniel Craig hóa thân thành James Bond trong Casino Royale (2006), tác phẩm tái khởi động loạt phim. Craig đã xuất hiện trong bốn phần James Bond, phần phim thứ năm của anh dự kiến ra mắt vào năm 2021. Cho đến nay, loạt phim đã thu về gần 7 tỷ đô la Mỹ, trở thành loạt phim có doanh thu cao thứ ba (xếp sau Harry Potter và Vũ trụ Điện ảnh Marvel), và là cao nhất mọi thời đại nếu điều chỉnh theo lạm phát.

#### Những bộ phim khác
Năm 1967, một bộ phim giễu nhại James Bond chuyển thể từ Casino Royale ra mắt, với sự tham gia của David Niven trong vai Sir James Bond và Ursula Andress trong vai Vesper Lynd. Fleming rất yêu thích vai Bond của Niven. Sau một vụ kiện tại Tòa án Tối cao Luân Đôn năm 1963, Kevin McClory được quyền làm lại Thunderball với tựa đề Never Say Never Again, vào năm 1983. Mặc dù có Sean Connery thủ vai Bond, tác phẩm do công ty Taliafilm của Jack Schwartzman sản xuất, không nằm trong loạt phim của Eon. Năm 1997, tất cả hoặc một số quyền của McClory được Tập đoàn Sony mua lại và rồi tiếp tục được sang tay cho MGM. Ngày 4 tháng 12 năm 1977, MGM thông báo rằng họ đã mua bản quyền Never Say Never Again từ Taliafilm. Tính đến năm 2015, Eon giữ toàn quyền chuyển thể tất cả các tiểu thuyết James Bond của Fleming.

#### Nhạc phim
"James Bond Theme" được viết bởi Monty Norman và hòa âm lần đầu bởi John Barry Orchestra trong Dr. No năm 1962, mặc dù quyền tác giả thực sự của bản nhạc là vấn đề gây tranh cãi trong nhiều năm. Năm 2001, The Sunday Times phải bồi thường thiệt hại cho Norman 30,000 bảng Anh vì họ cho rằng Barry là người hoàn toàn chịu trách nhiệm sáng tác "James Bond Theme". Bài nhạc chủ đề mà Norman viết và Barry biên khúc, được một nhà soạn nhạc phim James Bond khác là David Arnold mô tả: "nhịp rung bebop-swing cùng tiếng guitar điện méo mó, tối tăm, xấu xa đó, dứt khoát là một đoạn nhạc rock 'n' roll... nó đại diện cho mọi thứ về nhân vật mà bạn muốn: tự mãn, vênh vang, tự tin, đen tối, nguy hiểm, khêu gợi, quyến rũ, và không gì cản nỗi. Ông ấy đã truyền tải tất cả chỉ trong vòng hai phút." Barry đã soạn nhạc cho mười một bộ phim James Bond và từng đóng góp nhưng không được ghi nhận trong Dr. No, với vai trò biên khúc cho Bond Theme.
Điểm cốt lõi trong những bộ phim James Bond là các bài hát chủ đề được phát trong các đoạn giới thiệu nhan đề, do các ca sĩ nổi tiếng trình bày. Một số ca khúc sản xuất cho phim đã được đề cử Giải Oscar cho Bài hát gốc hay nhất, bao bồm "Live and Let Die" của Paul McCartney, "Nobody Does It Better" của Carly Simon, "For Your Eyes Only" của Sheena Easton ", "Skyfall" của Adele, và "Writing's on the Wall" của Sam Smith. Adele cùng Smith lần lượt giành giải tại Lễ trao giải Oscar lần thứ 85 và Lễ trao giải Oscar lần thứ 88. Đối với bộ phim Casino Royale không do Eon sản xuất, Burt Bacharach đảm nhận phần nhạc phim, trong đó có ca khúc "The Look of Love" từng được để cử Giải Oscar cho Bài hát hay nhất.

### Trò chơi điện tử
Năm 1983, Parker Brothers phát triển và công bố trò chơi điện tử đầu tiên có sự xuất hiện của Bond, phát hành cho các hệ máy Atari 2600, Atari 5200, Atari 800, Commodore 64, ColecoVision. Kể từ đó, nhiều trò chơi điện tử James Bond khác, dựa trên các bộ phim hoặc sử dụng cốt truyện gốc lần lượt ra đời. Năm 1997, Rare phát triển game bắn súng góc nhìn thứ nhất GoldenEye 007 cho nền tảng Nintendo 64, dựa trên bộ phim GoldenEye (1995) của Pierce Brosnan. GoldenEye 007 đã nhận nhiều phản hồi tích cực, được trao tặng Giải thưởng Giải trí Tương tác BAFTA cho hạng mục Nhà phát triển người Anh xuất sắc nhất vào năm 1998 và bán được hơn 8 triệu bản trên toàn cầu, thu về 250 triệu đô la Mỹ tổng doanh thu.
Electronic Arts được cấp phép và phát hành Tomorrow Never Dies vào ngày 16 tháng 12 năm 1999. Tháng 10 năm 2000, hãng này ra mắt The World Is Not Enough cho Nintendo 64, tiếp đó là 007 Racing cho PlayStation vào ngày 21 tháng 11 cùng năm. Năm 2003, Electronic Arts cho lên kệ tựa game chuyển thể James Bond 007: Everything or Nothing, bao gồm các nhân vật có diện mạo và giọng nói giống Pierce Brosnan, Willem Dafoe, Heidi Klum, Judi Dench, John Cleese cùng một số diễn viên khác. Tháng 11 năm 2005, Electronic Arts trình làng video game chuyển thể 007: From Russia with Love với sự góp mặt của Sean Connery lồng tiếng cho Bond. Năm 2006, hãng ra thông báo về một sản phẩm dựa trên phim điện ảnh Casino Royale sắp công chiếu, nhưng rồi phải hủy bỏ vì không kịp xuất xưởng khi bộ phim ra rạp vào tháng 11. Vì MGM không còn lợi tức do mất phí cấp phép, nhượng quyền thương mại được chuyển từ EA sang Activision. Ngày 31 tháng 10 năm 2008, Activision phát hành 007: Quantum of Solace dựa trên bộ phim cùng tên.
Tháng 11 năm 2010, GoldenEye 007 bản mới có sự góp mặt của Daniel Craig, được phát hành cho Wii và hệ máy chơi game cầm tay của Nintendo DS. Một năm sau, một phiên bản mới lại tiếp tục ra mắt cho nền tảng Xbox 360 và PlayStation 3 với tựa đề GoldenEye 007: Reloaded. Năm 2012, 007 Legend được phát hành. Trong trò chơi, mỗi diễn viên từng thủ vai James Bond trong loạt phim của Eon đều sở hữu một nhiệm vụ.

### Trò chơi nhập vai
Từ năm 1983 đến 1987, Victory Games (một chi nhánh của Avalon Hill) được cấp phép phát hành trò chơi nhập vai trên bàn James Bond 007: Role-Playing In Her Majesty's Secret Service do Gerald Christopher Klug thiết kế. James Bond 007: Role-Playing In Her Majesty's Secret Service trở thành trò chơi nhập vai tình báo nổi tiếng nhất tại thời điểm đó. Bên cạnh việc cung cấp cho người chơi những chất liệu cần thiết để họ tự tạo ra kịch bản gốc, trò chơi còn mang đến cơ hội trải nghiệm cảm giác ly kì như trong các bộ phim chuyển thể của Eon Productions. Dù vậy, nó vẫn có vài sự điều chỉnh như tạo ra thêm thử thách, để tránh việc người chơi quá bắt chước hành động của James Bond trong truyện.

## Súng, xe cộ và trang bị

### Súng
Đối với năm cuốn tiểu thuyết đầu tiên, Fleming trang bị cho Bond một khẩu Beretta 418, cho đến khi ông nhận được một lá thư từ Geoffrey Boothroyd, một người đam mê James Bond và cũng là một chuyên gia súng đạn 31 tuổi, gọi khẩu Beretta 418 là "súng dành cho một quý bà - và chẳng có quý bà đẹp đẽ nào ở đây hết!" Boothroyd gợi ý rằng Bond nên đổi khẩu Beretta lấy khẩu Walther PPK 7,65mm và điều này đã được thực hiện trong Dr. No. Ông cũng đưa ra lời khuyên cho Fleming về bao đựng súng Berns-Martin và một vài vũ khí được sử dụng bởi SMERSH cũng như những kẻ phản diện khác. Để tri ân sự giúp đỡ, Fleming đã đặt tên nhân vật nhà sản xuất vũ khí của MI6 trong Dr. No là thiếu tá Boothroyd, M cũng giới thiệu với Bond rằng Boothroyd là "chuyên gia vũ khí vĩ đại nhất thế giới". Bond từng sử dụng nhiều loại súng trường, bao gồm Savage Model 99 trong "For Your Eyes Only" và súng trường mục tiêu Winchester.308 trong "The Living Daylights". Trong những tác phẩm của Fleming, các khẩu súng ngắn mà Bond từng dùng gồm có Colt Dectitive Special và Colt.45 Army Special nòng dài.
Trong bộ phim James Bond đầu tiên, Dr. No, M đã ra lệnh cho Bond bỏ lại khẩu Beretta và sử dụng khẩu Walther PPK, cũng là khẩu súng mà anh dùng trong 18 phim khác nhau. Trong Tomorrow Never Dies và hai phần phim kế tiếp, vũ khí chính của Bond là súng lục bán tự động Walther P99.

### Xe cộ
Trong những câu chuyện James Bond đầu tiên, Fleming đã tặng cho Bond một chiếc Bentley 4 1⁄2 Lít màu xám chiến hạm với bộ tăng áp Amherst Villiers. Sau khi chiếc xe của Bond bị Hugo Drax xóa sổ trong Moonraker, Fleming dành cho Bond một chiếc Bentley Continental Mark II, cũng là chiếc xe mà anh sử dụng trong tất cả các phần còn lại của bộ truyện. Trong Goldfinger, Bond được cấp một chiếc Aston Martin DB Mark III với một thiết bị định vị, mà anh đã sử dụng để theo dõi Goldfinger trên khắp nước Pháp. Bond trở lại với chiếc Bentley của mình trong các tiểu thuyết tiếp theo.
James Bond trên màn ảnh cũng sở hữu nhiều dòng xe hơi, bao gồm Aston Martin V8 Vantage, trong những năm 1980, V12 Vanquish và DBS trong những năm 2000, ngoài ra còn có Lotus Esprit, BMW Z3, BMW 750iL và BMW Z8. Đôi khi, anh cần phải lái một số loại phương tiện khác, từ chiếc Citroën 2CV đến xe buýt Routemaster.
Chiếc xe nổi tiếng nhất của Bond là chiếc Aston Martin DB5 màu xám bạc, xuất hiện lần đầu trong Goldfinger và tiếp tục quay trở lại trong Thunderball, GoldenEye, Tomorrow Never Dies, Casino Royale, Skyfall và Spectre. Loạt phim đã sử dụng một số chiếc Aston Martins khác nhau để phục vụ quay phim và quảng bá, một trong số đó được bán cho một nhà sưu tập giấu tên ở châu Âu, trong một cuộc đấu giá tại Mỹ, vào tháng 1 năm 2006. Năm 2010, một chiếc DB5 khác dùng trong Goldfinger, cũng được bán đấu giá với giá 4,6 triệu đô la Mỹ (2,6 triệu bảng Anh).

### Trang bị khác
Những cuốn tiểu thuyết gốc của Fleming cũng như những tác phẩm chuyển thể đầu tiên đã trình làng các trang thiết bị tối thiểu, chẳng hạn như chiếc bẫy mìn dạng cặp tài liệu trong From Russia with Love, dù cho điều này đã thay đổi đáng kể trong các bộ phim tiếp theo. Tuy nhiên, hiệu ứng của hai tác phẩm James Bond do Eon sản xuất là Dr. No và From Russia with Love đã ảnh hưởng đến tiểu thuyết The Man with the Golden Gun, làm tăng số lượng thiết bị được sử dụng trong cuốn truyện cuối cùng của Fleming.
Đối với loạt phim James Bond chuyển thể, những chỉ dẫn trước nhiệm vụ của Q Branch trở thành một mô-típ xuyên suốt. Dr. No không có sự xuất hiện của các trang bị gián điệp nhưng một bộ đếm Geiger đã được sử dụng; nhà thiết kế công nghiệp Andy Davey nhận thấy rằng thiết bị gián điệp trên màn ảnh đầu tiên là một chiếc cặp tài liệu trong From Russia with Love, mà ông gọi là "sản phẩm 007 cổ điển". Các thiết bị giả định có hồ sơ cao hơn trong Goldfinger năm 1964. Thành công của Goldfinger đã khuyến khích nhà làm phim cung cấp thêm các thiết bị gián điệp từ Q Branch cho Bond, dù rằng việc ngày càng áp dụng nhiều công nghệ khiến Bond bị cáo buộc phụ thuộc thiết bị, nhất là trong các phim về sau.
Davy lưu ý rằng "Đồ đạc của Bond là tuân theo tinh thần thời đại nhất, hơn mọi... chi tiết khác trong phim" khi họ chuyển những hình ảnh đại diện tương lai tiềm năng trong các phim đầu tiên trở thành những nỗi ám ảnh thương hiệu trong các phim về sau.
Cũng cần phải lưu ý rằng, mặc dù Bond sở hữu một số trang bị từ Q Branch, bao gồm trực thăng Little Nellie, bộ đồ bay phản lực và một quả bom va li, các nhân vật phản diện cũng được trang bị tốt với các thiết bị tùy chỉnh, có thể kể đến khẩu súng vàng của Scaramanga, đôi giày tẩm chất độc của Rosa Klebb, chiếc mũ quả dưa có gọng thép của Oddjob và các thiết bị liên lạc của Blofeld trong chiếc hộp gián điệp của ông.

## Ảnh hưởng văn hóa
Trên phương diện điện ảnh, James Bond đã tạo nên ảnh hưởng to lớn đối với dòng phim điệp viên kể từ phần phim Dr. No năm 1962. Riêng trong năm 1966, có tới 22 phim điệp viên được phát hành nhằm tận dụng sự nổi tiếng và thành công của loạt phim Bond. Trong bản James Bond giễu nhại đầu tiên, Carry On Spying (1964), nhân vật phản diện Tiến sĩ Crow đã bị các đặc vụ James Bind (Charles Hawtry) và Daphane Honeybutt (Barbara Windsor) đánh bại. Loạt phim Harry Palmer là một trong những tác phẩm làm trái hình ảnh chân dung điệp viên James Bond, khởi đầu với bộ phim The Icpress File ra mắt năm 1965. Người hùng cùng tên của loạt phim, được học giả Jeremy Packer gọi là "phản Bond", hay như cách mà Christoph Linder mô tả là "Bond của người có đầu óc". Loạt Harry Palmer được sản xuất bởi Harry Saltman, người sử dụng chính các thành viên trong ê kíp của loạt James Bond, bao gồm nhà thiết kế Ken Adam, biên tập Peter R. Hunt và nhà soạn nhạc John Barry. Bốn phim "Matt Helm" do Dean Martin thủ vai chính (phát hành từ năm 1966 đến năm 1969), loạt "Flint" do James Coburn thủ vài chính (hai phim ra mắt lần lượt các năm 1966 và 1969), và tám bộ phim chuyển thể từ The Man from U.N.C.L.E., tất cả đều là minh chứng rõ nét cho sự nổi bật của James Bond trong nền văn hóa đại chúng. Gần đây hơn, loạt phim Austin Powers của nhà văn, nhà sản xuất kiêm diễn viên hài Mike Myers, và các phim nhại khác như bộ ba Johnny English, cũng sử dụng các yếu tố nguyên gốc hoặc nhại lại từ loạt phim James Bond.
Sau khi bộ phim Dr. No được phát hành vào năm 1962, câu "Bond... James Bond", đã trở thành một câu cửa miệng đi vào từ điển của văn hóa đại chúng phương Tây: các nhà văn Cork và Scivally đã nói về phần giới thiệu của Dr. No rằng "dòng ký hiệu ở đoạn giới thiệu bộ phim đã trở thành dòng chữ trên phim nổi tiếng và được yêu mến nhất mọi thời đại".